# Nuuanu beatricis
Nuuanu beatricis is een vlokreeftensoort uit de familie van de Nuuanuidae. De wetenschappelijke naam van de soort is voor het eerst geldig gepubliceerd in 2007 door Jaume & Box.